# Tiago Manuel Oliveira Mesquita
Tiago Manuel Oliveira Mesquita (Ribeirão, 23 de noviembre de 1990) es un futbolista portugués que juega como defensa en el Lusitânia F. C. de la Segunda División de Portugal.

## Trayectoria
Salido de la cantera del CD Trofense, Mesquita hizo su debut profesional con el club de su ciudad GD Ribeirão en 2007-08, con el equipo en la tercera división portuguesa.
En el verano de 2009, después de haber jugado solo 16 partidos con el primer equipo a lo largo de dos temporadas, fichó por el Deportivo Alavés en España.En 2011 se le rescinde el contrato de una temporada que le restaba. Más tarde ficha por el Associação Naval 1º Maio recién descendido a 2ª división portuguesa para la temporada 2011-2012.

## Clubes
| Club                     | País     | Año       |
| ------------------------ | -------- | --------- |
| G. D. Ribeirão           | Portugal | 2007-2008 |
| Deportivo Alavés         | España   | 2009-2011 |
| Associação Naval 1º Maio | Portugal | 2011-2013 |
| C. D. Trofense           | Portugal | 2013-2014 |
| G. D. Ribeirão           | Portugal | 2014-2015 |
| S. C. Freamunde          | Portugal | 2015      |
| Boavista F. C.           | Portugal | 2015-2018 |
| C. D. Feirense           | Portugal | 2018-2020 |
| Académico de Viseu F. C. | Portugal | 2020-2023 |
| Lusitânia F. C.          | Portugal | 2023-     |